# Patellapis trizonula
Patellapis trizonula är en biart som först beskrevs av Heinrich Friese 1909.  Patellapis trizonula ingår i släktet Patellapis och familjen vägbin. Inga underarter finns listade i Catalogue of Life.